# Lippenhovestraat
Lippenhovestraat er en vej i Elene og Velzeke, landsbyer ved den belgiske by Zottegem. Vejen løber i øst-vestlig retning og forbinder begge landsbykerner. Den østlige del er en asfaltvej, den vestlige del er en brostensvej.

## Cykelsport
I cykelsporten bliver brostensdelen af Lippenhovestraat ofte inkluderet i rutenerne for de flamske forårsklassikere, herunder Flandern Rundt. Lippenhovestraat er også en del af ruten for Egmont Cycling Race. Brostensstrækningen er cirka 1300 meter lang.